# 塞迪·哈尔拉
塞迪·哈尔拉（芬蘭語：Seidi Haarla，1984年—），芬兰演员。她在尤霍·库奥斯马宁的电影《六号包厢》中出演女主角。
她曾与其姊妹导演及剧作家鲁苏·哈尔拉（Ruusu Haarla）在剧院方面合作过。她们的父亲泰乌里·哈尔拉是一位环保艺术家。塞迪·哈尔拉也曾在电视剧中出演过。